# Klosterhof (Wald)

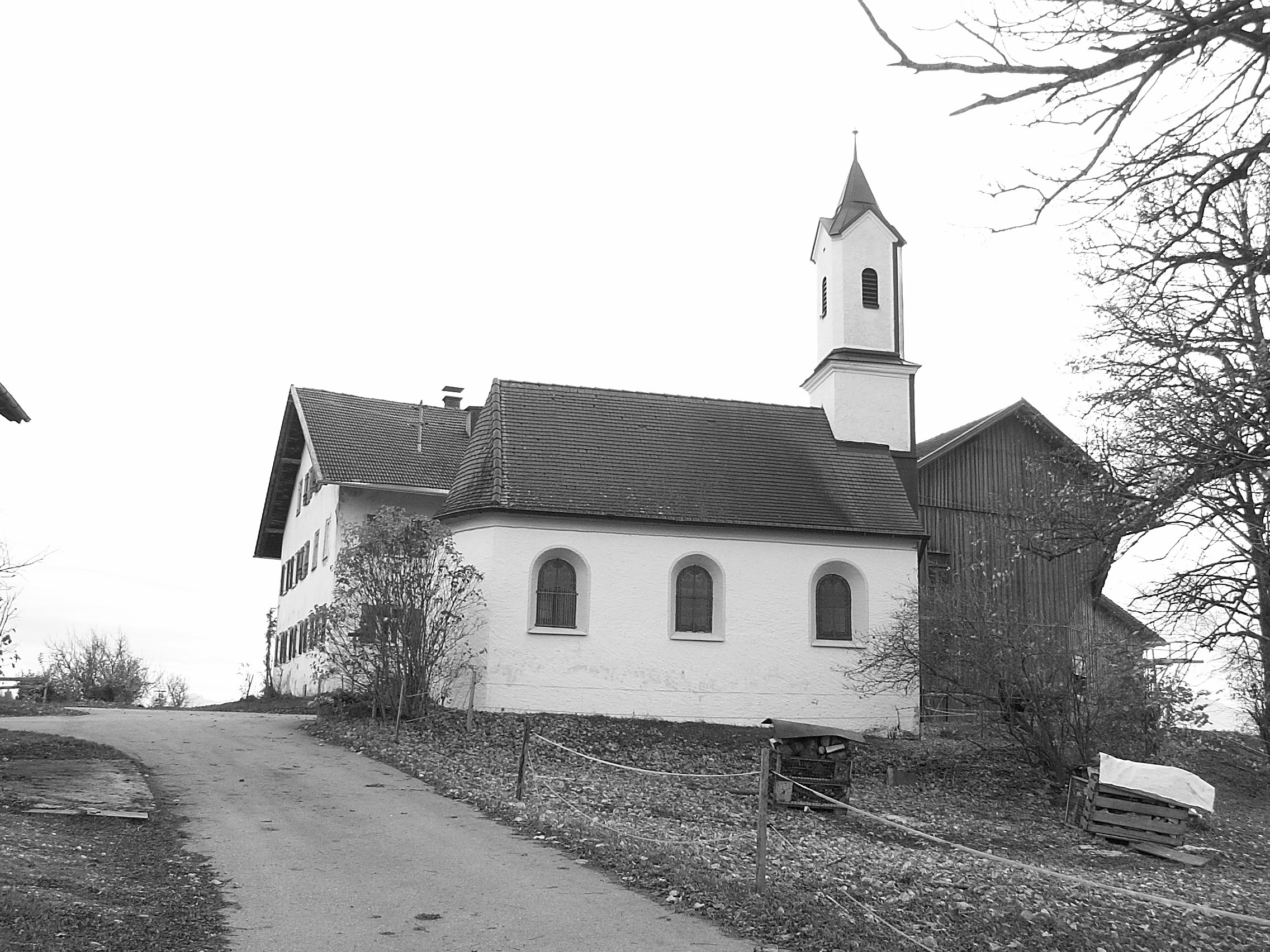
Klosterhof – Kapelle

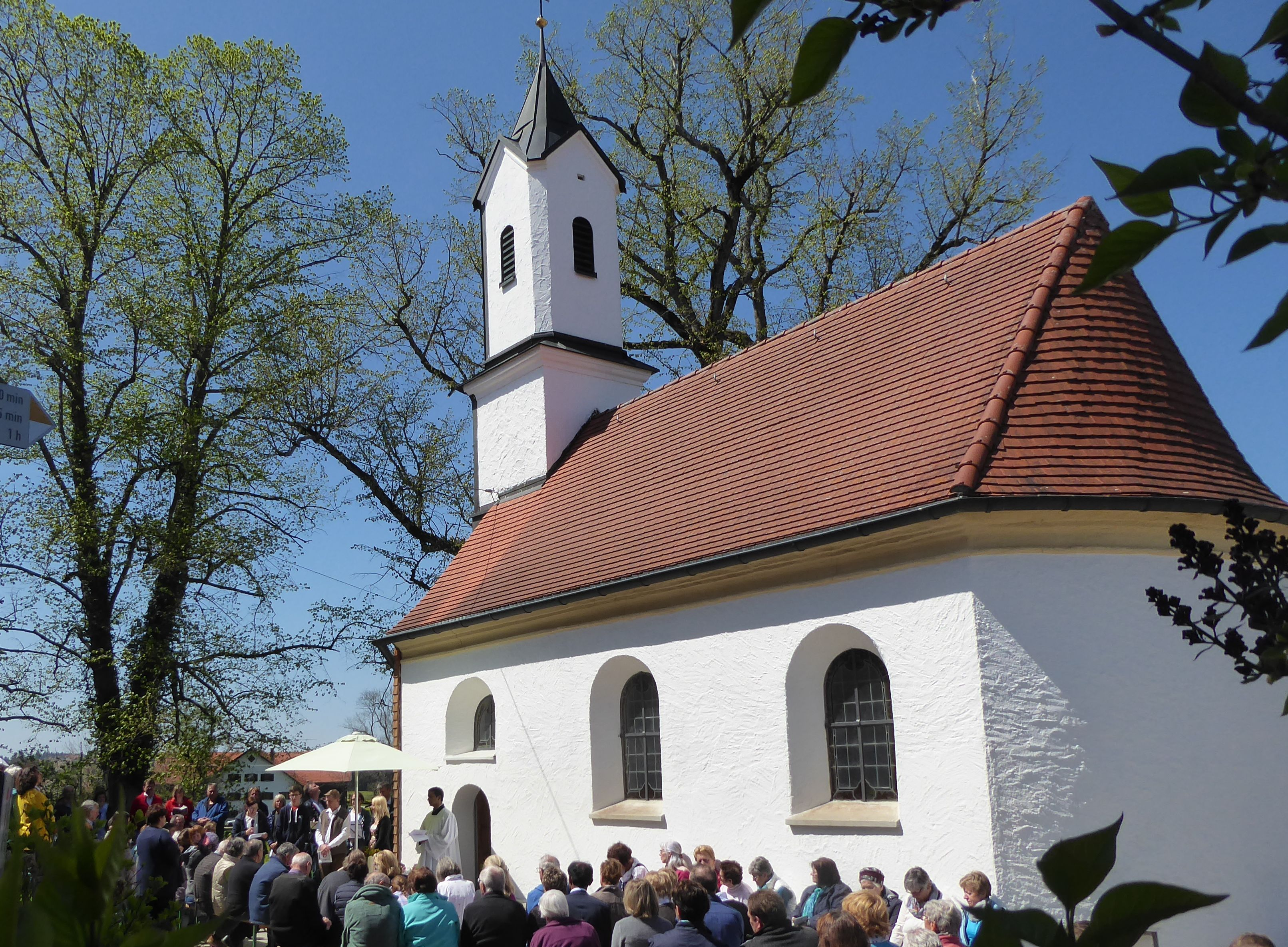
Einweihungsfeier der renovierten Kapelle „Mariä Vermählung“ in Klosterhof (1. Mai 2019)

Klosterhof ist ein Gemeindeteil der Gemeinde Wald im Landkreis Ostallgäu, welcher früher im Besitz des Klosters St. Mang in Füssen war.

## Geschichte
Das Kloster hatte im Weiler Klosterhof, welcher im 15. Jahrhundert das erste Mal urkundlich erwähnt wurde, einen kleinen Verwaltungsmittelpunkt. 1429 hieß der Hof „zu den Vögten“, 1490 wird ein „Ulrich Vogt zu Closterhof“ genannt. Später wurde der Besitz in mehrere Höfe aufgeteilt, doch der gesamte Weiler behielt den Namen Klosterhof.

## Kapelle Mariä Vermählung
1698 wurde die Kapelle von Klosterhof gebaut. Sie wurde zu Ehren von  „Mariä Vermählung“ geweiht. Eine stattliche Linde steht neben dem Gotteshaus, früher waren es mehrere. Dies gab der Kapelle den volkstümlichen Namen:  „Maria unter den Linden“, und viele Wallfahrer kamen zur „Lindenmuttergottes“.
Die Kapelle ist ca. 8 Meter lang und 5 Meter breit, der Turm misst 15,5 Meter. Zwei Glocken von 1798 und 1828 erklingen auch heute noch zum Gebet.
Der Altar besteht aus drei Muschelnischen.
Die mittlere, große Nische bildet den Hauptteil des Altars. Die Ausgestaltung wird unterschiedlich datiert (ca. 1690 / 1760). Die Hauptfigur des Altares, eine Madonna mit dem Kinde, wirkt sehr ausdrucksstark und edel, beinahe höfisch. Der Künstler ist unbekannt. In Medaillons ist die Wallfahrerbitte zu lesen:
„Maria unter den Linden – laß uns Trost und Gnade finden.“
In den kleinen seitlichen Nischen sind links der hl. Josef und rechts der hl. Antonius von Padua mit dem Jesuskind zu sehen. Sie stammen von dem Füssener Barockbildhauer Hans Adam Bayrhoff.